# Giải bóng đá U-21 Quốc gia 2014
Giải bóng đá U-21 Quốc gia 2014, tên gọi chính thức là Giải bóng đá U-21 Quốc gia – Cúp Báo Thanh Niên 2014, là mùa giải thứ 18 của Giải bóng đá Vô địch U-21 Quốc gia do Liên đoàn bóng đá Việt Nam (VFF) phối hợp với báo Thanh Niên tổ chức. Mùa giải lần này diễn ra theo hai giai đoạn, với giai đoạn vòng loại từ ngày 14 tháng 8 đến ngày 23 tháng 8 năm 2014. Vòng chung kết của giải, gồm 8 đội bóng, được tổ chức tại Cần Thơ từ ngày 2 tháng 10 đến ngày 12 tháng 10 năm 2014.

## Các đội bóng
21 đội bóng đã đăng ký tham dự mùa giải lần này từ vòng loại. Đội đương kim vô địch Hà Nội T&T và đội chủ nhà của vòng chung kết Cần Thơ được miễn thi đấu vòng loại. Các đội bóng được sắp xếp sẵn vào các bảng đấu dựa theo khu vực địa lý. Những đội bóng đóng vai trò là chủ nhà của bảng đấu vòng loại được in đậm.
| Vào thẳng vòng chung kết | 1. Cần Thơ (chủ nhà vòng chung kết) 2. Hà Nội T&T (đương kim vô địch) | 1. Cần Thơ (chủ nhà vòng chung kết) 2. Hà Nội T&T (đương kim vô địch)        | 1. Cần Thơ (chủ nhà vòng chung kết) 2. Hà Nội T&T (đương kim vô địch) | 1. Cần Thơ (chủ nhà vòng chung kết) 2. Hà Nội T&T (đương kim vô địch)                     | 1. Cần Thơ (chủ nhà vòng chung kết) 2. Hà Nội T&T (đương kim vô địch)     |
| Tham dự vòng loại        | Bảng A                                                                | Bảng B                                                                       | Bảng C                                                                | Bảng D                                                                                    | Bảng E                                                                    |
| Tham dự vòng loại        | 1. Sông Lam Nghệ An 2. Huế 3. Nam Định 4. Than Quảng Ninh             | 1. QNK Quảng Nam 2. Xi măng The Vissai Ninh Bình 3. Thanh Hoá 4. SHB Đà Nẵng | 1. Hoàng Anh Gia Lai 2. Bình Phước 3. Bình Định 4. Đắk Lắk            | 1. Sanna Khánh Hoà 2. Becamex Bình Dương 3. Tây Ninh 4. Thành phố Hồ Chí Minh 5. Đồng Nai | 1. Tập đoàn Cao su Đồng Tháp 2. An Giang 3. Đồng Tâm Long An 4. Vĩnh Long |

| Rút lui sau khi đăng ký tham dự | Rút lui sau khi đăng ký tham dự |
| ------------------------------- | ------------------------------- |
| Bảng A                          | Hải Phòng                       |

## Vòng loại
Vòng loại diễn ra từ ngày 14 đến ngày 23 tháng 8 năm 2014. Các đội bóng thi đấu theo thể thức vòng tròn một lượt tính điểm, chọn 5 đội xếp thứ nhất và 1 đội xếp thứ nhì có thành tích tốt nhất vào vòng chung kết.

### Các tiêu chí
Các đội được xếp hạng theo điểm (3 điểm cho 1 trận thắng, 1 điểm cho 1 trận hòa, 0 điểm cho 1 trận thua), và nếu bằng điểm, các tiêu chí sau đây được áp dụng theo thứ tự, để xác định thứ hạng:
1. Điểm trong các trận đối đầu trực tiếp giữa các đội bằng điểm;
2. Hiệu số bàn thắng thua trong các trận đối đầu trực tiếp giữa các đội bằng điểm;
3. Số bàn thắng ghi được trong các trận đối đầu trực tiếp giữa các đội bằng điểm;
4. Nếu có nhiều hơn hai đội bằng điểm, và sau khi áp dụng tất cả các tiêu chí đối đầu ở trên, một nhóm nhỏ các đội vẫn còn bằng điểm nhau, tất cả các tiêu chí đối đầu ở trên được áp dụng lại cho riêng nhóm này;
5. Hiệu số bàn thắng thua trong tất cả các trận đấu bảng;
6. Số bàn thắng ghi được trong tất cả các trận đấu bảng;
7. Bốc thăm.

### Bảng A
Tất cả các trận đấu diễn ra tại Nghệ An.
| STT | Đội bóng             | Tr | T | H | B | Bt | Bb | Hs | Điểm |
| --- | -------------------- | -- | - | - | - | -- | -- | -- | ---- |
| 1   | U21 Sông Lam Nghệ An | 3  | 2 | 0 | 1 | 7  | 4  | +3 | 6    |
| 2   | U21 Huế              | 3  | 2 | 0 | 1 | 8  | 4  | +4 | 6    |
| 3   | U21 Quảng Ninh       | 3  | 1 | 0 | 2 | 3  | 9  | -6 | 3    |
| 4   | U21 Nam Định         | 3  | 1 | 0 | 2 | 3  | 4  | -1 | 3    |

| Ngày                | Giờ   | Sân thi đấu       | Vòng loại Bảng A     | Vòng loại Bảng A | Vòng loại Bảng A     |
| Ngày                | Giờ   | Sân thi đấu       | Đội 1                | Tỉ số            | Đội 2                |
| 14 tháng 8 năm 2014 | 15h00 | Sân vận động Vinh | U21 Nam Định         | 0-1              | U21 Quảng Ninh       |
| 14 tháng 8 năm 2014 | 17h00 | Sân vận động Vinh | U21 Sông Lam Nghệ An | 2-1              | U21 Huế              |
| 16 tháng 8 năm 2014 | 15h00 | Sân vận động Vinh | U21 Quảng Ninh       | 1-5              | U21 Huế              |
| 16 tháng 8 năm 2014 | 17h00 | Sân vận động Vinh | U21 Nam Định         | 2-1              | U21 Sông Lam Nghệ An |
| 19 tháng 8 năm 2014 | 16h00 | Sân phụ           | U21 Huế              | 2-1              | U21 Nam Định         |
| 19 tháng 8 năm 2014 | 16h00 | Sân vận động Vinh | U21 Sông Lam Nghệ An | 4-1              | U21 Quảng Ninh       |

### Bảng B
Tất cả các trận đấu diễn ra tại Quảng Nam.
| STT | Đội bóng                 | Tr | T | H | B | Bt | Bb | Hs | Điểm |
| --- | ------------------------ | -- | - | - | - | -- | -- | -- | ---- |
| 1   | U21 SHB Đà Nẵng          | 3  | 3 | 0 | 0 | 10 | 4  | +6 | 9    |
| 2   | U21 Thanh Hóa            | 3  | 1 | 1 | 1 | 4  | 4  | 0  | 4    |
| 3   | U21 QNK Quảng Nam        | 3  | 1 | 1 | 1 | 5  | 7  | -2 | 4    |
| 4   | U21 The Vissai Ninh Bình | 3  | 0 | 0 | 3 | 5  | 9  | -4 | 0    |

| Ngày                | Giờ   | Sân thi đấu            | Vòng loại Bảng B         | Vòng loại Bảng B | Vòng loại Bảng B         |
| Ngày                | Giờ   | Sân thi đấu            | Đội 1                    | Tỉ số            | Đội 2                    |
| 14 tháng 8 năm 2014 | 15h45 | Sân vận động Quảng Nam | U21 The Vissai Ninh Bình | 1-2              | U21 Thanh Hóa            |
| 14 tháng 8 năm 2014 | 18h00 | Sân vận động Quảng Nam | U21 Quảng Nam            | 1-4              | U21 SHB Đà Nẵng          |
| 16 tháng 8 năm 2014 | 15h45 | Sân vận động Quảng Nam | U21 Thanh Hóa            | 1-2              | U21 SHB Đà Nẵng          |
| 16 tháng 8 năm 2014 | 18h00 | Sân vận động Quảng Nam | U21 The Vissai Ninh Bình | 2-3              | U21 Quảng Nam            |
| 19 tháng 8 năm 2014 | 15h45 | Sân vận động Quảng Nam | U21 SHB Đà Nẵng          | 4-2              | U21 The Vissai Ninh Bình |
| 19 tháng 8 năm 2014 | 18h00 | Sân vận động Quảng Nam | U21 Quảng Nam            | 1-1              | U21 Thanh Hóa            |

### Bảng C
Tất cả các trận đấu diễn ra tại Gia Lai.
| STT | Đội bóng       | Tr | T | H | B | Bt | Bb | Hs | Điểm |
| --- | -------------- | -- | - | - | - | -- | -- | -- | ---- |
| 1   | U21 Gia Lai    | 3  | 3 | 0 | 0 | 7  | 3  | +4 | 9    |
| 2   | U21 Bình Phước | 3  | 1 | 0 | 2 | 5  | 6  | -1 | 3    |
| 3   | U21 Bình Định  | 3  | 1 | 0 | 2 | 4  | 4  | 0  | 3    |
| 4   | U21 Đắk Lắk    | 3  | 1 | 0 | 2 | 3  | 6  | -3 | 3    |

| Ngày                | Giờ   | Sân thi đấu         | Vòng loại Bảng C      | Vòng loại Bảng C | Vòng loại Bảng C      |
| Ngày                | Giờ   | Sân thi đấu         | Đội 1                 | Tỉ số            | Đội 2                 |
| 14 tháng 8 năm 2014 | 12h00 | Sân vận động Pleiku | U21 Bình Định         | 1-3              | U21 Bình Phước        |
| 14 tháng 8 năm 2014 | 14h00 | Sân vận động Pleiku | U21 Hoàng Anh Gia Lai | 3-1              | U21 Đắk Lắk           |
| 16 tháng 8 năm 2014 | 12h00 | Sân vận động Pleiku | U21 Bình Phước        | 0-1              | U21 Đắk Lắk           |
| 16 tháng 8 năm 2014 | 16h00 | Sân vận động Pleiku | U21 Bình Định         | 1-2              | U21 Hoàng Anh Gia Lai |
| 19 tháng 8 năm 2014 | 12h00 | Sân vận động Pleiku | U21 Đắk Lắk           | 1-3              | U21 Bình Định         |
| 19 tháng 8 năm 2014 | 16h00 | Sân vận động Pleiku | U21 Hoàng Anh Gia Lai | 2-1              | U21 Bình Phước        |

### Bảng D
Tất cả các trận đấu diễn ra tại Khánh Hòa.
| STT | Đội bóng                  | Tr | T | H | B | Bt | Bb | Hs  | Điểm |
| --- | ------------------------- | -- | - | - | - | -- | -- | --- | ---- |
| 1   | U21 Khánh Hòa             | 4  | 4 | 0 | 0 | 11 | 1  | +10 | 12   |
| 2   | U21 Đồng Nai              | 4  | 3 | 0 | 1 | 9  | 5  | +4  | 9    |
| 3   | U21 Thành phố Hồ Chí Minh | 4  | 2 | 0 | 2 | 7  | 5  | +2  | 6    |
| 4   | U21 Tây Ninh              | 4  | 1 | 0 | 3 | 4  | 11 | -7  | 3    |
| 5   | U21 Becamex Bình Dương    | 4  | 0 | 0 | 4 | 5  | 14 | -9  | 0    |

| Ngày                | Giờ   | Sân thi đấu             | Vòng loại Bảng D          | Vòng loại Bảng D | Vòng loại Bảng D          |
| Ngày                | Giờ   | Sân thi đấu             | Đội 1                     | Tỉ số            | Đội 2                     |
| 14 tháng 8 năm 2014 | 15h30 | Sân vận động 19 tháng 8 | U21 Đồng Nai              | 4-1              | U21 Bình Dương            |
| 14 tháng 8 năm 2014 | 17h30 | Sân vận động 19 tháng 8 | U21 Tây Ninh              | 0-5              | U21 Sanna Khánh Hòa       |
| 16 tháng 8 năm 2014 | 15h30 | Sân vận động 19 tháng 8 | U21 Thành phố Hồ Chí Minh | 2-0              | U21 Tây Ninh              |
| 16 tháng 8 năm 2014 | 17h30 | Sân vận động 19 tháng 8 | U21 Sanna Khánh Hòa       | 1-0              | U21 Đồng Nai              |
| 18 tháng 8 năm 2014 | 15h30 | Sân vận động 19 tháng 8 | U21 Tây Ninh              | 3-2              | U21 Bình Dương            |
| 18 tháng 8 năm 2014 | 17h30 | Sân vận động 19 tháng 8 | U21 Sanna Khánh Hòa       | 1-0              | U21 Thành phố Hồ Chí Minh |
| 21 tháng 8 năm 2014 | 15h30 | Sân vận động 19 tháng 8 | U21 Thành phố Hồ Chí Minh | 2-3              | U21 Đồng Nai              |
| 21 tháng 8 năm 2014 | 17h30 | Sân vận động 19 tháng 8 | U21 Bình Dương            | 1-4              | U21 Sanna Khánh Hòa       |
| 23 tháng 8 năm 2014 | 15h30 | Sân vận động 19 tháng 8 | U21 Bình Dương            | 1-3              | U21 Thành phố Hồ Chí Minh |
| 23 tháng 8 năm 2014 | 17h30 | Sân vận động 19 tháng 8 | U21 Đồng Nai              | 2-1              | U21 Tây Ninh              |

### Bảng E
Tất cả các trận đấu diễn ra tại Đồng Tháp.
| STT | Đội bóng           | Tr | T | H | B | Bt | Bb | Hs | Điểm |
| --- | ------------------ | -- | - | - | - | -- | -- | -- | ---- |
| 1   | U21 TĐCS Đồng Tháp | 3  | 2 | 0 | 1 | 5  | 2  | +3 | 6    |
| 2   | U21 Vĩnh Long      | 3  | 2 | 0 | 1 | 4  | 1  | +3 | 6    |
| 3   | U21 An Giang       | 3  | 1 | 0 | 2 | 5  | 8  | -3 | 3    |
| 4   | U21 Long An        | 3  | 0 | 0 | 3 | 5  | 8  | -3 | 0    |

| Ngày                | Giờ   | Sân thi đấu           | Vòng loại Bảng E   | Vòng loại Bảng E | Vòng loại Bảng E   |
| Ngày                | Giờ   | Sân thi đấu           | Đội 1              | Tỉ số            | Đội 2              |
| 14 tháng 8 năm 2014 | 14h30 | Sân vận động Cao Lãnh | U21 Long An        | 1-2              | U21 Vĩnh Long      |
| 14 tháng 8 năm 2014 | 16h30 | Sân vận động Cao Lãnh | U21 TĐCS Đồng Tháp | 3-1              | U21 An Giang       |
| 16 tháng 8 năm 2014 | 14h30 | Sân vận động Cao Lãnh | U21 Vĩnh Long      | 2-0              | U21 An Giang       |
| 16 tháng 8 năm 2014 | 16h30 | Sân vận động Cao Lãnh | U21 Long An        | 1-2              | U21 TĐCS Đồng Tháp |
| 19 tháng 8 năm 2014 | 14h30 | Sân vận động Cao Lãnh | U21 An Giang       | 4-3              | U21 Long An        |
| 19 tháng 8 năm 2014 | 16h30 | Sân vận động Cao Lãnh | U21 TĐCS Đồng Tháp | 0-0              | U21 Vĩnh Long      |

### Bảng xếp hạng các đội nhì bảng đấu
Hai đội nhì bảng có thành tích tốt nhất lọt vào vòng chung kết.
| STT | Đội bóng       | Tr | T | H | B | Bt | Bb | Hs | Điểm | Kết quả                           |
| --- | -------------- | -- | - | - | - | -- | -- | -- | ---- | --------------------------------- |
| 1   | U21 Vĩnh Long  | 3  | 2 | 1 | 0 | 4  | 1  | +3 | 7    | Vị trí giành vé dự vòng chung kết |
| 2   | U21 Huế        | 3  | 2 | 0 | 1 | 8  | 4  | +4 | 6    |                                   |
| 3   | U21 Đồng Nai   | 3  | 2 | 0 | 1 | 5  | 4  | +1 | 6    |                                   |
| 4   | U21 Thanh Hóa  | 3  | 1 | 1 | 1 | 4  | 4  | 0  | 4    |                                   |
| 5   | U21 Bình Phước | 3  | 1 | 0 | 2 | 5  | 6  | -1 | 3    |                                   |

### Các đội vượt qua vòng loại
| Câu lạc bộ                | Tư cách vượt qua vòng loại   | Tham dự vòng chung kết | Thành tích tốt nhất              |
| ------------------------- | ---------------------------- | ---------------------- | -------------------------------- |
| Cần Thơ                   | Chủ nhà                      | Lần đầu                | Lần đầu                          |
| Hà Nội T&T                | Đương kim vô địch            | 3 lần                  | Vô địch (2013)                   |
| Sông Lam Nghệ An          | Nhất bảng A                  | 12 lần                 | Vô địch (2000, 2001, 2002, 2012) |
| SHB Đà Nẵng               | Nhất bảng B                  | 15 lần                 | Vô địch (2003, 2008, 2009)       |
| Hoàng Anh Gia Lai         | Nhất bảng C                  | 7 lần                  | Á quân (2006)                    |
| Sanna Khánh Hòa           | Nhất bảng D                  | 6 lần                  | Vô địch (2007)                   |
| Tập đoàn Cao su Đồng Tháp | Nhất bảng E                  | 9 lần                  | Á quân (1998)                    |
| Vĩnh Long                 | Nhì bảng E/Nhì bảng tốt nhất | 2 lần                  | Á quân (2013)                    |

1. ↑  Kế thừa thành tích của Khatoco Khánh Hòa trước đây.

## Địa điểm
Các trận đấu của vòng chung kết diễn ra tại sân vận động Cần Thơ và sân vận động Quân khu 9, thành phố Cần Thơ.
| Cần Thơ              | Cần Thơ                 |
| -------------------- | ----------------------- |
| Sân vận động Cần Thơ | Sân vận động Quân khu 9 |
| Sức chứa: 50.000     | Sức chứa: 8.000         |
|                      |                         |

## Đội hình
Các cầu thủ từ 16 đến 21 tuổi (sinh từ ngày 1 tháng 1 năm 1993 đến ngày 31 tháng 12 năm 1998) có đủ điều kiện để tham dự giải đấu. Mỗi đội bóng phải đăng ký một danh sách gồm tối đa 25 cầu thủ, trong đó có tối đa ba cầu thủ 22 tuổi (Quy định mục 4.2, 4.3 và 5.2).

## Vòng bảng
Tám đội tham dự được chia thành hai bảng, thi đấu vòng tròn một lượt để chọn ra hai đội đứng đầu mỗi bảng vào bán kết. Lễ bốc thăm chia bảng đã diễn ra vào lúc 10:00 ngày 1 tháng 10 năm 2014 tại Hội trường Ủy ban nhân dân Thành phố Cần Thơ.

### Bảng A
| VT | Đội                           | ST | T | H | B | BT | BB | HS | Đ | Giành quyền tham dự     |
| -- | ----------------------------- | -- | - | - | - | -- | -- | -- | - | ----------------------- |
| 1  | SHB Đà Nẵng                   | 3  | 2 | 0 | 1 | 6  | 4  | +2 | 6 | Vòng đấu loại trực tiếp |
| 2  | Tập đoàn Cao su Đồng Tháp     | 3  | 2 | 0 | 1 | 6  | 3  | +3 | 6 | Vòng đấu loại trực tiếp |
| 3  | Sanna Khánh Hòa Biển Việt Nam | 3  | 1 | 1 | 1 | 7  | 6  | +1 | 4 |                         |
| 4  | Cần Thơ (H)                   | 3  | 0 | 1 | 2 | 6  | 12 | −6 | 1 |                         |

1. 1 2  Điểm đối đầu: SHB Đà Nẵng: 3, Tập đoàn Cao su Đồng Tháp: 0.

| Cần Thơ                                                         | 4–4                     | Sanna Khánh Hòa Biển Việt Nam                            |
| --------------------------------------------------------------- | ----------------------- | -------------------------------------------------------- |
| - Ngọc Nam 24', 53' - Văn Vũ 48' - Thế Mạnh 53' - Ngọc Hùng 69' | Chi tiết Chi tiết (VFF) | - Kim Hậu 32', 43' - Hoàng Quân 36' - Văn Vũ 64' (ph.đ.) |

| SHB Đà Nẵng        | 2–0      | Tập đoàn Cao su Đồng Tháp |
| ------------------ | -------- | ------------------------- |
| Quách Tân 16', 48' | Chi tiết |                           |

| Tập đoàn Cao su Đồng Tháp | 1–0      | Sanna Khánh Hòa Biển Việt Nam |
| ------------------------- | -------- | ----------------------------- |
| Thanh Hiền 73'            | Chi tiết |                               |

| SHB Đà Nẵng                              | 3–1      | Cần Thơ            |
| ---------------------------------------- | -------- | ------------------ |
| - Ngọc Thắng 41', 90+1' - Minh Trung 59' | Chi tiết | - Trường Giang 26' |

| Sanna Khánh Hòa Biển Việt Nam             | 3–1      | SHB Đà Nẵng |
| ----------------------------------------- | -------- | ----------- |
| - Như Tứ 7' - Ti Phông 78' - Đình Kha 82' | Chi tiết | Ty Vốt 52'  |

| Cần Thơ      | 1–5      | Tập đoàn Cao su Đồng Tháp                                                 |
| ------------ | -------- | ------------------------------------------------------------------------- |
| Ngọc Nam 25' | Chi tiết | - Công Thành 7', 31' - Như Ngà 50' - Thiện Chí 79' - Quỳnh Anh 81' (l.n.) |

### Bảng B
| VT | Đội               | ST | T | H | B | BT | BB | HS | Đ | Giành quyền tham dự     |
| -- | ----------------- | -- | - | - | - | -- | -- | -- | - | ----------------------- |
| 1  | Hà Nội T&T        | 3  | 3 | 0 | 0 | 9  | 2  | +7 | 9 | Vòng đấu loại trực tiếp |
| 2  | Sông Lam Nghệ An  | 3  | 2 | 0 | 1 | 5  | 3  | +2 | 6 | Vòng đấu loại trực tiếp |
| 3  | Hoàng Anh Gia Lai | 3  | 1 | 0 | 2 | 5  | 6  | −1 | 3 |                         |
| 4  | Vĩnh Long         | 3  | 0 | 0 | 3 | 1  | 9  | −8 | 0 |                         |

| Vĩnh Long             | 1–2      | Hoàng Anh Gia Lai                 |
| --------------------- | -------- | --------------------------------- |
| Việt Tiến 18' (ph.đ.) | Chi tiết | - Minh Toàn 17' - Mó 90+5' (l.n.) |

| Hà Nội T&T                  | 2–0      | Sông Lam Nghệ An |
| --------------------------- | -------- | ---------------- |
| - Đức Huy 52' - Văn Đại 52' | Chi tiết |                  |

| Sông Lam Nghệ An | 2–1      | Hoàng Anh Gia Lai |
| ---------------- | -------- | ----------------- |
| Võ Lý 25', 86'   | Chi tiết | Văn Trung 83'     |

| Hà Nội T&T                                               | 4–0      | Vĩnh Long |
| -------------------------------------------------------- | -------- | --------- |
| - Văn Đại 32' - Duy Mạnh 72' - Đức Huy 76' - Hữu Sơn 78' | Chi tiết |           |

| Hoàng Anh Gia Lai           | 2–3      | Hà Nội T&T                                     |
| --------------------------- | -------- | ---------------------------------------------- |
| - Văn Thanh 53' - Việt Hưng | Chi tiết | - Văn Thành 14' - Văn Đại 51' - Văn Kiên 90+3' |

| Vĩnh Long | 0–3      | Sông Lam Nghệ An    |
| --------- | -------- | ------------------- |
|           | Chi tiết | - Phúc Tịnh - Võ Lý |

## Vòng đấu loại trực tiếp
Trong vòng đấu loại trực tiếp, loạt sút luân lưu sẽ được sử dụng để quyết định đội thắng nếu hòa sau 90 phút chính thức (không có hiệp phụ).

### Bán kết
| SHB Đà Nẵng    | 1–2      | Sông Lam Nghệ An  |
| -------------- | -------- | ----------------- |
| Ngọc Thắng 68' | Chi tiết | Phúc Tịnh 9', 63' |

| Hà Nội T&T                                  | 3–0      | Tập đoàn Cao su Đồng Tháp |
| ------------------------------------------- | -------- | ------------------------- |
| Văn Thành 13' · Duy Mạnh 82' · Văn Dũng 86' | Chi tiết |                           |

### Chung kết
| Sông Lam Nghệ An | 1–0      | Hà Nội T&T |
| ---------------- | -------- | ---------- |
| Phúc Tịnh 62'    | Chi tiết |            |

## Thống kê

### Vô địch
| Vô địch Giải bóng đá U-21 Quốc gia 2014 |
| --------------------------------------- |
| Sông Lam Nghệ An Lần thứ 5              |

### Các giải thưởng
Các giải thưởng dưới đây đã được trao sau khi giải đấu kết thúc:
| Vua phá lưới                    | Cầu thủ xuất sắc nhất           | Thủ môn xuất sắc nhất        | Giải phong cách |
| ------------------------------- | ------------------------------- | ---------------------------- | --------------- |
| Hồ Phúc Tịnh (Sông Lam Nghệ An) | Hồ Phúc Tịnh (Sông Lam Nghệ An) | Nguyễn Văn Công (Hà Nội T&T) | Đồng Tháp       |

### Đội hình tiêu biểu
Đội hình tiêu biểu của giải đấu, do ban tổ chức bình chọn, là đội hình gồm những cầu thủ thi đấu ấn tượng nhất tại các vị trí được chọn lựa trong giải đấu.
| Cầu thủ                      | Cầu thủ | Cầu thủ                                       | Cầu thủ | Cầu thủ                            | Cầu thủ  | Cầu thủ                         |
| Thủ môn                      | Hậu vệ  | Hậu vệ                                        | Tiền vệ | Tiền vệ                            | Tiền đạo | Tiền đạo                        |
| ---------------------------- | ------- | --------------------------------------------- | ------- | ---------------------------------- | -------- | ------------------------------- |
| Nguyễn Văn Công (Hà Nội T&T) | LB      | Phạm Mạnh Hùng (Sông Lam Nghệ An)             | LM      |                                    | CF       | Hồ Phúc Tịnh (Sông Lam Nghệ An) |
| Nguyễn Văn Công (Hà Nội T&T) | CB      | Nguyễn Thanh Hiền (Tập đoàn Cao su Đồng Tháp) | CM      | Đỗ Văn Thuận (Hà Nội T&T)          | CF       | Hồ Phúc Tịnh (Sông Lam Nghệ An) |
| Nguyễn Văn Công (Hà Nội T&T) | CB      | Phan Đức Lễ (SHB Đà Nẵng)                     | CM      | Giang Trần Quách Tân (SHB Đà Nẵng) | CF       | Ngân Văn Đại (Hà Nội T&T)       |
| Nguyễn Văn Công (Hà Nội T&T) | RB      | Nguyễn Văn Dũng (Hà Nội T&T)                  | RM      | Trần Phi Sơn (Sông Lam Nghệ An)    | CF       | Ngân Văn Đại (Hà Nội T&T)       |

### Cầu thủ ghi bàn
Đã có 52 bàn thắng ghi được trong 15 trận đấu, trung bình 3.47 bàn thắng mỗi trận đấu.